# Adinda gigas
Adinda gigas là một loài chân đều trong họ Scleropactidae. Loài này được Collinge miêu tả khoa học năm 1915.